# Genthod
Genthod – gmina (fr. commune; niem. Gemeinde) w Szwajcarii, w kantonie Genewa. Leży nad Jeziorem Genewskim.

## Demografia
W Genthod mieszkają 2 893 osoby. W 2020 roku 33,7% populacji gminy stanowiły osoby urodzone poza Szwajcarią.

## Transport
Przez teren gminy przebiega droga główna nr 1.